# Lennie Niehaus
Leonard Niehaus (St. Louis, 11 de junho de 1929 – Redlands, 28 de maio de 2020) foi um saxofonista estadunidense, compositor e arranjador de West Coast jazz. Ele tocou com a Stan Kenton Orchestra e atuou como um dos principais arranjadores da equipe de Kenton. Ele também tocou com Ray Vasquez e o trombonista e vocalista Phil Carreon e outras bandas de jazz na costa oeste dos Estados Unidos. Niehaus teve uma estreita associação como compositora e organizadora de filmes produzidos por Clint Eastwood.

## Morte
Morreu no dia 28 de maio de 2020 em Redlands, aos 90 anos.

## Discografia selecionada
- Volume 1: The Quintets (1954, 7" & 10"; 1956, Contemporâneo 3518)
- Volume 2: The Octet, No. 1 (1954, 7" & 10"), Contemporâneo); Relançamento do LP no Zounds!
- Volume 3: The Octet, No. 2 (1955, Contemporâneo 3503)
- Volume 4: The Quintets and Strings (1955, Contemporâneo 3510)
- Volume 5: The Sextet (1958, Contemporâneo 3524)
- Zounds! (1958, Contemporâneo 3540); relançamento de The Octet, No. 1 com uma nova gravação de octeto de 1956
- I Swing for You (1957, EmArcy 36118)
- The Lennie Niehaus Quintet: Live at Capozzoli's (2000, Woofy WPCD96)

Com Stan Kenton
- Popular Favorites by Stan Kenton (Capitol, 1953)
- The Kenton Era (Capitol, 1940–54, [1955])
- Contemporary Concepts (Capitol, 1955)
- Kenton in Hi-Fi (Capitol, 1956)
- Kenton with Voices (Capitol, 1957)
- Rendezvous with Kenton (Capitol, 1957)
- Back to Balboa (Capitol, 1958)
- The Ballad Style of Stan Kenton (Capitol, 1958)
- The Stage Door Swings (Capitol, 1958)
- Kenton Live from the Las Vegas Tropicana (Capitol, 1959 [1961])
- Sophisticated Approach (Capitol, 1961) como arranjador
- Adventures in Standards (Capitol, 1961) como arranjador
- Stan Kenton! Tex Ritter! (Capitol, 1962) com Tex Ritter como arranjador e maestro
- Stan Kenton / Jean Turner (Capitol, 1963) com Jean Turner como arranjador
- Kenton / Wagner (Capitol, 1964)

## Trilhas selecionadas para televisão e filmes
- Faerie Tale Theatre (1984)
- Tightrope (1984)
- City Heat (1984)
- Pale Rider (1985)
- Follow that Bird (1985)
- Never Too Young to Die (1986)
- Ratboy (1986)
- Heartbreak Ridge (1986)
- Emanon (1987)
- Bird (1988)
- White Hunter Black Heart (1990)
- The Rookie (1990)
- Unforgiven (1992)
- Lush Life (TV movie, 1993)
- A Perfect World (1993)
- The Bridges of Madison County (1995)
- Absolute Power (1997)
- Midnight in the Garden of Good and Evil (1997)
- Pocahontas II: Journey to a New World (1998)
- True Crime (1999)
- The Jack Bull (TV, 1999)
- Space Cowboys (2000)
- Blood Work (2002)
- Oprah Winfrey Presents: Mitch Albom's For One More Day  (TV, 2007)